# مایک میلز (کارگردان)
مایک میلز (انگلیسی: Mike Mills؛ زادهٔ ۲۰ مارس ۱۹۶۶) کارگردان اهل ایالات متحده آمریکا است.